# Ipf (monte)
O Ipf é um monte, perto de Bopfingen, Ostalbkreis, Baden-Württemberg, Alemanha. Possui 668 m de altura e um castro pré-histórico, construído pelos celtas, em seu topo.